# You Rock My World
You Rock My World는 마이클 잭슨의 앨범 Invincible에 수록된 히트 싱글이다. 2001년 10월 23일에 발매되었다. 이 곡은 빌보드 핫 100에서 10위로 진입했으며, 그래미 어워드에서 상을 받았다.
뮤직비디오에서는 배우 크리스 터커가 우정 출연했으며, 2001년 데뷔 30주년 기념 콘서트 때, 어셔, 크리스 터커가 직접 출연한다.
2009년 아이튠즈 스토어 차트에서 15위까지 올라간다. 리믹스 버전에는 힙합스타 제이 지가 참여했으며, 카니예 웨스트가 리믹스했다.